# Limba sârbocroată
Limba sârbocroată este un termen de specialitate creat de lingviști sârbi și croați pentru a desemna limba vorbită de sârbi, croați, bosniaci și muntenegreni. În fosta Iugoslavie era și denumirea uneia dintre limbile oficiale, pe lângă limba slovenă și limba macedoneană. Variante oficiale ale acestei denumiri mai erau „limba croatosârbă”, „limba sârbă sau croată” și „limba croată sau sârbă”.
Din punctul de vedere al sociolingvisticii, termenul „limba sârbocroată” denumește o limbă abstand, adică dialectele și graiurile sale prezintă suficiente trăsături structurale comune obiectiv stabilite pentru a constitui o limbă unitară. În același timp, această entitate lingvistică constă din patru limbi standard aparte, care formează tot atâtea limbi ausbau, fiecare având statut de limbă oficială:
- limba sârbă, în Serbia, Bosnia și Herțegovina, Muntenegru[2], precum și în unele localități din Croația[3];

- limba croată, în Croația, Bosnia și Herțegovina, Muntenegru, precum și în unele localități din Serbia[4];

- limba bosniacă, în Bosnia și Herțegovina, în Muntenegru, precum și în unele localități din Serbia[5] și Muntenegru;

- limba muntenegreană, în Muntenegru și într-o localitate din Voivodina (Serbia)[6].

## Scurt istoric al ideii de limbă sârbocroată
Limba sârbă
     Limba croată
     Limba bosniacă
     Limba muntenegreană
     Zone unde majoritatea absolută sau relativă a populației vorbește alte limbi

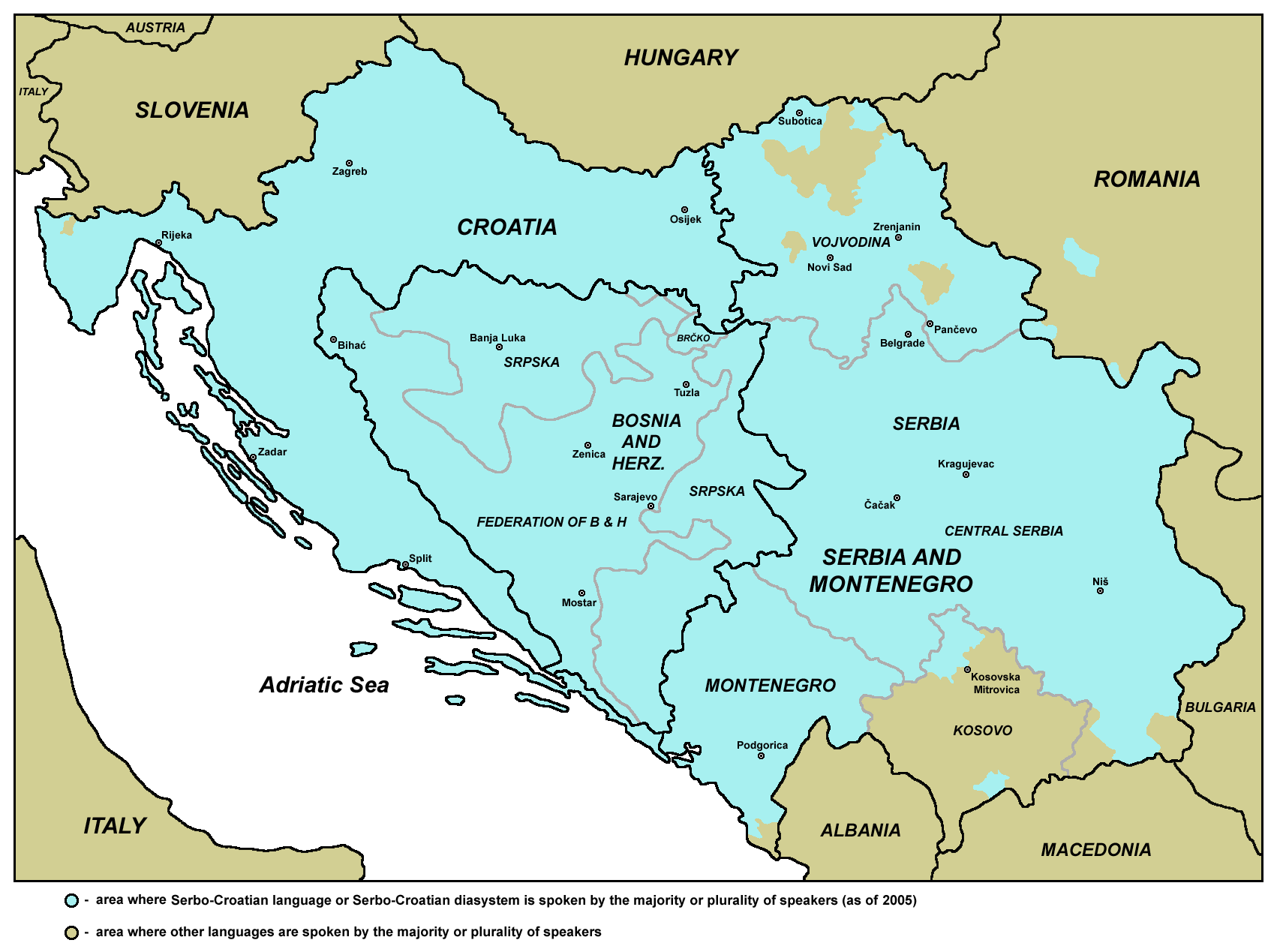
Răspândirea limbii sârbocroate (cu albastru)

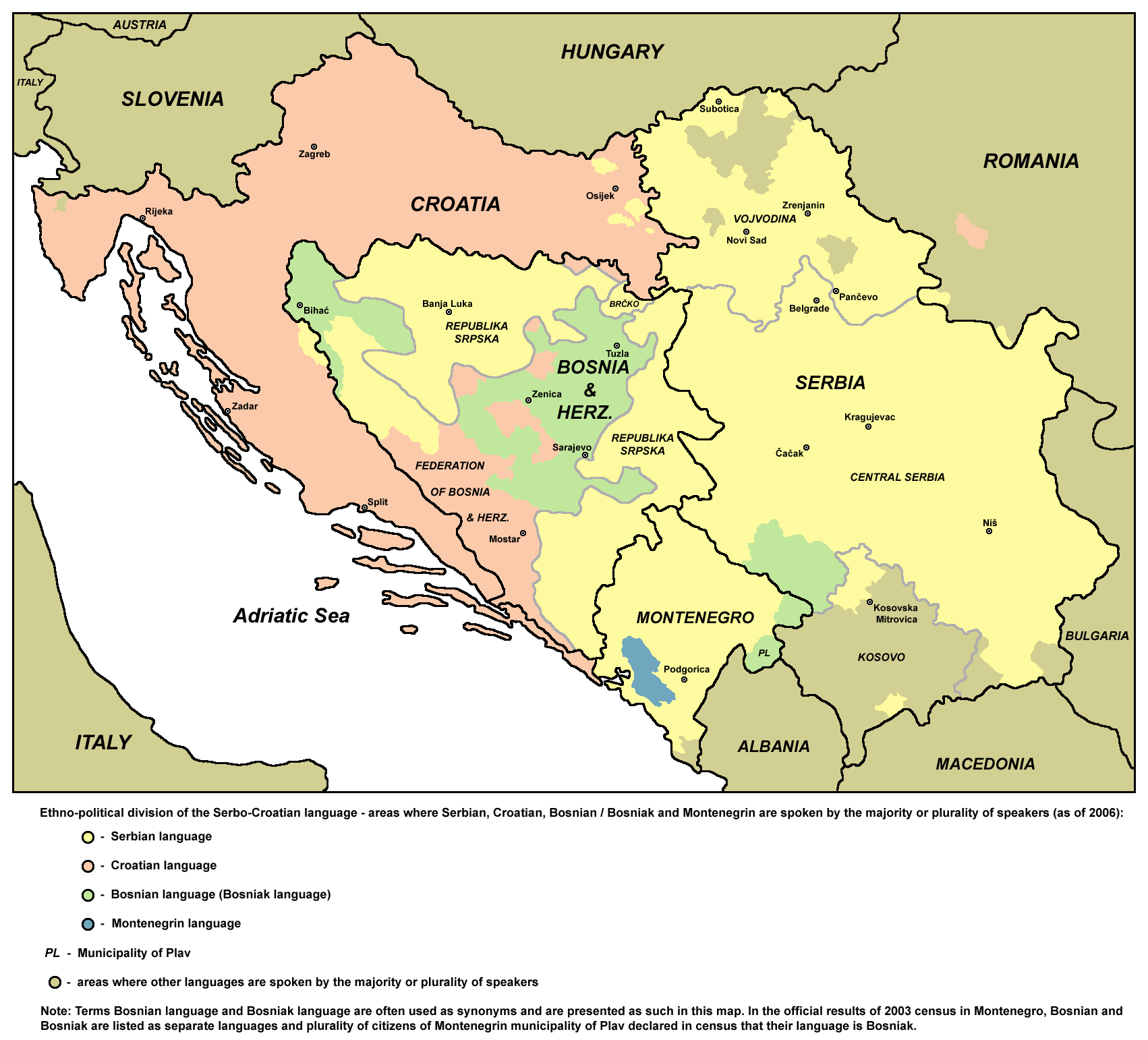
Repartiția teritorială a limbilor standard din diasistemul slav de centru-sud, vorbite de majoritatea absolută sau relativă a populației (date din 2006).
Limba sârbă
Limba croată
Limba bosniacă
Limba muntenegreană
Zone unde majoritatea absolută sau relativă a populației vorbește alte limbi

În prima jumătate a secolului al XIX-lea, epocă a romantismului și totodată a tendințelor de emancipare națională în Europa, apare ideea statului unei națiuni unice, cu o limbă unică. Aceasta se manifestă și la sârbi și la croați, care trăiesc sub stăpâniri străine. Teza dominantă a doritorilor de libertate națională este că, indiferent de apartenența religioasă (ortodocși, catolici sau musulmani), locuitorii Croației, Dalmației, Slavoniei, Serbiei, Muntenegrului, Bosniei și Herțegovinei constituie un singur popor, pentru că vorbesc aceeași limbă. În Croația este epoca Reînnoirii naționale croate promovată de Mișcarea ilirică. Ljudevit Gaj, conducătorul acesteia, este în același timp lingvistul care contribuie cel mai mult la stabilirea standardului limbii croate literare moderne, pe care îl fundamentează pe dialectul štokavian cu pronunțare (i)jekaviană, pentru că acesta este idiomul unei literaturi de prestigiu, cea de la Dubrovnik, din secolele XVI-XVIII, și în vederea uniunii lingvistice cu sârbii, ale căror graiuri fac parte tot din dialectul štokavian. În aceeași perioadă, în Serbia, Vuk Stefanović Karadžić lucrează la standardizarea limbii sârbe pe baza limbii vorbite, ceea ce constituie și reformarea limbii literare sârbe, slavona sârbă și slavona rusă în acea vreme. Există chiar un acord semnat la Viena, în 1850, de către șapte cărturari croați și sârbi, printre care și Vuk Karadžić, care recomandă unele norme comune pentru limbile croată și sârbă. Nu există unitate în privința denumirii limbii. Ljudevit Gaj optează pentru „limba ilirică”, în schimb pentru Vuk Karadžić aceasta este limba sârbă.
Denumirea de limbă sârbocroată apare la filologi care manifestă interes pentru poeziile populare publicate de Karadžić. Îl folosește mai întâi Jacob Grimm în 1818, apoi filologul sloven Jernej Kopitar, în 1822. Termenul este folosit de autoritățile Imperiului Habsburgic, apoi și în alte țări. De exemplu, în Franța este folosit prima oară în 1869. Și în Croația este acceptată denumirea de croatosârbă sau sârbocroată.
Începând cu acea epocă, domeniul lingvisticii interferează cu cel politic până în zilele noastre, relația dintre croată și sârbă pendulând de la o epocă la alta între ideea unei limbi unice și cea a două limbi aparte, în funcție de evenimentele istorice prin care trec vorbitorii lor.
În a doua jumătate a secolului al XIX-lea, în Croația se formează mai multe școli lingvistice. Dintre acestea, cea numită a „vukoviștilor croați” sau a „tinerilor gramaticieni”, care urmează ideile lui Vuk Karadžić, dobândește influența cea mai mare la sfârșitul secolului al XIX-lea și începutul celui de-al XX-lea, reușind să impună definitiv stadardul limbii croate bazat pe dialectul štokavian.
După ocuparea Bosniei și Herțegovinei de către austrieci, în 1878, aceștia caută să impună ideea de limbă bosniacă, dar sârbii și croații de aici opunându-i-se, renunță la ea și în 1907 adoptă oficial denumirea de limbă sârbocroată, ceea ce contribuie la răspândirea concepției conform căreia sârba și croata sunt aceeași limbă.
Apropierea dintre sârbă și croată continuă după Primul Război Mondial, de data aceasta în cadrul Regatului Sârbilor, Croaților și Slovenilor, devenit mai târziu Regatul Iugoslav, sub egida Serbiei, țară învingătoare în război. Ideea de limbă sârbocroată este din ce în ce mai mult promovată de autoritățile de la Belgrad, însă croații sunt dezamăgiți de soluțiile politice adoptate în statul unitar și revin la standardul croat dinainte de război, urmând o perioadă de îndepărtare de sârbă.
În timpul celui de-al Doilea Război Mondial ființează Statul Independent al Croației, satelit al Germaniei naziste, care persecută minoritatea sârbă. Pe plan lingvistic se practică depărtarea cât mai mare a limbii croate de cea sârbă, prin încercări de „purificare” de elementele necroate.
În Iugoslavia comunistă, promovarea limbii sârbocroate și încercările de a estompa diferențele dintre sârbă și croată devin componente ale politicii lingvistice oficiale, acceptată și de comuniștii croați, ceea ce reiese clar din acordul de la Novi Sad (1954), semnat de 25 de lingviști și scriitori, 18 sârbi și șapte croați. În acesta se prevede că limba comună a sârbilor, croaților și muntenegrenilor este sârbocroata, care poate fi numită și croatosârbă, având două variante literare, sârba și croata.
În urma relativei liberalizări a regimului iugoslav din anii 1960, intelectualii croați își manifestă nemulțumirea cauzată de dominația limbii sârbe în organismele oficiale. În 1967, șapte lingviști și scriitori semnează o „Declarație despre situația și denumirea limbii literare croate”, prin care revendică egalitatea în drepturi nu a trei, ci a patru limbi din Iugoslavia: slovena, croata, sârba și macedoneana, precum și încetarea dominației limbii sârbe pe plan statal și în instituțiile federale. În 1971 se publică o Ortografie croată care nu ține seama de acordul de la Novi Sad, dar este imediat retrasă. Totuși, în constituția republicii din 1974, limba acesteia este denumită „limba literară croată”, fiind interzis oficial a se vorbi despre ea fără epitetul „literară”. În același timp, sârbii folosesc oficial exclusiv termenul limba sârbocroată. Cu aceasta începe o nouă perioadă de îndepărtare a croatei de sârbă.
În constituția din același an a republicii Bosnia și Herțegovina, limba oficială a acesteia este denumită „sârbocroată-croatosârbă”, dar intelectualii musulmani cultivă o variantă de limbă bazată pe moștenirea lor culturală specifică.

## Situația actuală
De la începutul anilor 1990, în cursul procesului de destrămare a Iugoslaviei, tendințele naționaliste se accentuează. Autoritățile fiecărei țări suverane nou formate folosesc și limba cu scopul făuririi națiunii respective. Astfel, sârba, croata, bosniaca și muntenegreana devin limbi oficiale aparte, iar termenul „limbă sârbocroată”, apărut tot din motive politice, este în general considerat compromis.
În urma proclamării independenței Croației (1991), tendințele puriste destinate să despartă limba croată de cea sârbă se întăresc în această țară, „sârbismele” și „internaționalismele” fiind denunțate și respinse de lingviștii naționaliști. Se reintroduc în limba croată numeroase cuvinte mai mult sau mai puțin ieșite din uz de mai multe decenii și se creează neologisme cu bază slavă.
În Serbia, tendințele puriste se manifestă în mai mică măsură. Cuvintele considerate croate sunt tratate ca împrumuturi. Deși constituția prevede că limba oficială a statului este sârba scrisă cu alfabetul chirilic, alfabetul latin se menține în folosință curentă. Totuși, Consiliul pentru Standardizarea Limbii Sârbe promovează folosirea alfabetului chirilic, pe care o vede periclitată de cea a alfabetului latin.
Limba bosniacă devine oficială și se elaborează standardul ei. Lingviștii care caută să o diferențieze de celelalte standarde o fac mai ales recomandând sinonimele de origine turcă, arabă și persană care există în limbă pentru cuvinte de origine slavă.
Constituția Muntenegrului, independent din 2006, prevede că limba oficială a țării este limba muntenegreană, având și aceasta standardul său. Acesta include trăsături proprii comune tuturor graiurilor din Muntenegru și trăsături ale limbii literaturii muntenegrene de dinaintea reformei lui Karadžić.

## Denumirea limbii de către vorbitorii ei
Majoritatea vorbitorilor nu și-a desemnat niciodată limba ca fiind sârbocroata. Acesta era un termen de specialitate folosit de lingviști și de oficialități. Sârbii au afirmat totdeauna că vorbesc sârbește, iar croații că vorbesc croata. Muntenegrenii considerau în general că vorbesc sârba sau, uneori, muntenegreana, iar bosniacii spuneau că vorbesc croata sau, uneori, sârba sau bosniaca. În Serbia, după datele recensământului din 2011, și în Muntenegru, conform celor ale recensământului din același an, în aceste țări n-ar fi vorbitori de sârbocroată. Pentru Bosnia și Herțegovina nu sunt disponibile date despre numărul locuitorilor după limbile vorbite. The World Factbook a CIA menționează doar că limbile vorbite în această țară sunt bosniaca, croata și sârba. În această țară, la cei care caută și cultivă contactele între diferitele etnii, mai ales tineri, se găsește termenul naš jezik „limba noastră” și adverbul naški „pe limba noastră”.
Denumirea limbii materne reprezintă o problemă pentru cei proveniți din căsătorii mixte. Cei care nu vor să renunțe la nicio parte a identității lor, spun că vorbesc sârbocroata. Numai în Croația se găsește acest termen în documentele recensămintelor. Aici numărul celor care declară ca limbă maternă sârbocroata este de 7.822, iar al celor cu limba maternă croatosârba – de 3.059, în total 10.881 de persoane dintr-un număr de 4.284.889 de locuitori.

## Denumirea limbii în afara fostei Iugoslavii
În unele țări, statisticile care iau în seamă limba maternă a locuitorilor continuă să folosească termenul „sârbocroată”. De exemplu, în Canada se menționează separat vorbitorii de sârbă, de croată și de sârbocroată. Tribunalul Penal Internațional pentru fosta Iugoslavie a adoptat denumirea „bosniacă, croată sau sârbă”.

## Opinii ale lingviștilor
Controversele în jurul termenului „sârbocroată” sunt foarte vii de la dezintegrarea Iugoslaviei, nu numai între lingviști sârbi și croați, ci și printre cei sârbi și cei croați. Unii afirmă existența entității pe care continuă să o numească sârbocroată, alții o recunosc și o numesc diasistem, alții refuză să o trateze ca entitate și, prin urmare, nu o denumesc nicicum.

### Lingviști sârbi
Unii lingviști sârbi, precum Vera Bojić, Predrag Dragić Kijuk, Miloš Kovačević și Tiodor Rosić, sunt de părere că toți vorbitorii dialectului štokavian sunt sârbi și vorbesc sârbește, fie că sunt ortodocși, catolici sau musulmani. Altfel spus, îi înglobează printre vorbitorii limbii sârbe nu numai pe muntenegreni, ci și pe croații care vorbesc acest dialect și pe toți bosniacii.
Alți lingviști sârbi nu împărtășesc această opinie, de pildă Pavle Ivić, Drago Ćupić, Novica Petković, Branislav Brborić și Slobodan Remetić, care i se opun în numele Consiliului pentru Standardizarea Limbii Sârbe, precum și Ivan Klajn și Predrag Piper. Acesta face distincția dintre punctul de vedere sociolingvistic, după care sârba și croata sunt limbi aparte, și cel lingvistic, care le consideră ca o singură limbă. În privința termenului pentru a o denumi, el afirmă: „și în zilele noastre lingviștii folosesc deseori, alături de denumirea limba sârbă sau limba croată, termenii limba sârbocroată sau croatosârbă ca denumiri lingvistice ale acestei limbi”. Același autor constată că în prezent, în Serbia, „politica lingvistică și planificarea lingvistică se organizează în jurul noțiunii de limbă literară sârbă și nu cea de limbă sârbocroată”. Pavle Ivić afirmă că „limba vorbită de sârbi se numește cel mai adesea sârbocroată în știință”, precizând că este vorbită și de croați, și de musulmanii din Bosnia și Herțegovina, croații numind-o croată, iar sârbii – sârbă. Alt lingvist sârb, Ranko Bugarski, spune că limba sârbocroată „continuă să trăiască, deși în mod neoficial”.

### Lingviști croați, bosniaci și muntenegreni
Unii lingviști croați admit existența entității lingvistice discutate, dar resping termenii sârbocroată și croatosârbă ca fiind compromiși. Dalibor Brozović propune în locul lor termenul „diasistem slav de centru-sud”, preluat din dialectologie. Ideea și denumirea sunt adoptate de alți lingviști croați, precum Mijo Lončarić, Ranko Matasović, Josip Lisac. Sunt și lingviști bosniaci care împărtășesc acest punct de vedere, de exemplu Dževad Jahić și Senahid Halilović. Lingvistul muntenegrean Vojislav Nikčević, principalul promotor al ideii de limbă muntenegreană, preferă termenul „diasistem štokavian”, adică ignoră celelalte dialecte cuprinse în „sârbocroată”: čakavian, kajkavian și torlakian.
Alți lingviști croați resping orice comunitate de limbă între croați, sârbi, muntenegreni și bosniaci, afirmând că nu trebuie să se ocupe de asemănările dintre limbile lor, ci numai de limba croată. Prin urmare, ei nu acceptă nici termenii sârbocroată/croatosârbă, nici termenul diasistem slav de centru-sud. Un exemplu al acestei atitudini este cel al lui Zvonko Pandžić care vede în acest din urmă termen doar un avatar al denumirii „sârbocroată”.
În fine, sunt și lingviști croați care cred că cele patru limbi standard sunt una și aceeași limbă din punctul de vedere al lingvisticii. Este, de exemplu, părerea lui Dubravko Škiljan. Radoslav Katičić spune în legătură cu graiurile croate din Herțegovina și cele sârbe că sunt „dialecte diferite ale aceleiași limbi”. Snježana Kordić afirmă că este vorba de o limbă unitară atât din puncte de vedere lingvistic, cât și sociolingvistic, și că nu există niciun motiv să nu se mai numească sârbocroată.
În Bosnia și Herțegovina se folosește uneori termenul „limba bosniacă”, alteori se tratează împreună bosniaca, croata și sârba, cu prescurtarea BHS, considerându-se totodată limbi aparte.

### Alți lingviști
Lingviștii din alte țări, în general neimplicați emoțional în chestiune, constată pe de o parte realitatea lingvistică a unei limbi materne comune a sârbilor, croaților, bosniacilor și muntenegrenilor și, pe de altă parte, realitatea sociolingvistică a patru limbi ausbau care îi corespund, deși nu există unitate terminologică nici între acești lingviști. Unii folosesc termenul „sârbocroată”, de exemplu Robert D. Greenberg, care constată în același timp „dezintegrarea limbii sârbocroate unificate” și vorbește despre cele „patru limbi urmașe ale sârbocroatei”.
Alți lingviști adoptă termenul diasistem slav de centru-sud, de exemplu Svein Mønnesland, care scrie: „Limba vorbită de croați, sârbi, musulmanii din Bosnia (sau bosniaci) și muntenegreni poate fi calificată ca o singură limbă slavă, în sens lingvistic […]. Această limbă sau arie lingvistică situată între limbile slovenă și bulgară/macedoneană poate fi numită slavă de centru-sud (pentru a evita termenul contestat sârbocroată)”. Juhani Nuorluoto este un alt autor care folosește acest termen.
În unele instituții, limba se predă cu denumirea a trei sau patru standarde ale sale. La Institutul Național de Limbi și Civilizații Orientale din Paris, aceasta este „bosniacă-croată-sârbă”. Centrul de Cercetări asupra Limbilor Slave și Est-europene (SEELRC) al Universității Duke (S.U.A) de asemenea se ocupă de „bosniacă/croată/sârbă (BCS)”, pe când la Universitatea Paris-Sorbonne (Paris IV) se poate obține o diplomă de sârbă-croată-bosniacă-muntenegreană.

## Revirimentul ideii de limbă comună
În prezent, unii intelectuali din Bosnia și Herțegovina, Croația, Muntenegru și Serbia întreprind acțiuni destinate să contracareze tendințele considerate de ei naționaliste și dăunătoare de a prezenta bosniaca, croata, muntenegreana și sârba ca limbi aparte. Ei se grupează în organizații care își au sediul în fiecare din aceste țări și au lansat în 2016 un proiect comun numit Jezici i nacionalizmi (Limbi și naționalisme), în cadrul căruia țin conferințe pentru a-și propaga ideile. La 30 martie 2017 au publicat o declarație semnată de 228 de lingviști, profesori universitari din diverse alte domenii, scriitori, critici literari, ziariști, politologi etc., lista semnatarilor fiind deschisă tuturor.
Declarația exprimă ideea că bosniacii, croații, muntenegrenii și sârbii au aceeași limbă, fără a o numi altfel decât „limbă comună”. Aceasta este prezentată ca o „limbă standard comună de tip policentric”, adică de același tip ca engleza și multe alte limbi, care au mai multe varietăți standard, vorbite de mai multe națiuni, în mai multe țări. Semnatarii se opun eforturilor de a codifica în fiecare din aceste varietăți cât mai multe trăsături lingvistice specifice, pentru a crea impresia că este vorba de limbi diferite. Ei atrag de asemenea atenția asupra faptului că separarea artificială a varietăților standard provoacă fenomene sociale, culturale și politice negative, precum abuzuri birocratice, discriminări bazate pe utilizarea limbii, „traducerea” costisitoare dintr-o varietate în alta în practica juridică și administrativă, precum și în mass-media.
Semnatarii declară că existența unei limbi comune nu pune sub semnul întrebării apartenența vorbitorilor ei unor națiuni, regiuni sau state diferite, nici libertatea fiecăreia dintre acestea de a-și codifica propria varietate de limbă, nici dreptul fiecărui individ de a-și numi limba cum dorește. Totodată, cele patru varietăți sunt egale în drepturi.
Declarația face apel la respectarea libertății individuale de alegere a varietății de limbă, inclusiv dialectale, folosită de vorbitor sau în literatură, arte și mass-media. Ea cere de asemenea deschiderea reciprocă și libertatea „amestecului”, a penetrării a diverse forme de exprimare dintr-o varietate în alta, în interesul comun al vorbitorilor.